# Hekatomba
Hekatómba je bilo obredno žrtvovanje stotih bikov v antični Grčiji.